# Ein Mann auf dem Drahtseil
Ein Mann auf dem Drahtseil (Originaltitel: Man on a Tightrope) ist ein US-amerikanischer Film noir aus dem Jahr 1953. Alternativtitel ist, mit bestimmtem Artikel Der Mann auf dem Drahtseil.

## Handlung
Der Film spielt in der Tschechoslowakei Anfang der 1950er Jahre. Karel Cernik führt einen Zirkus, der schon seit Generationen in Familienbesitz der Cerniks ist. Doch seit die Kommunisten die Macht in der Tschechoslowakei übernommen haben, geht es dem Zirkus immer schlechter. Zwar darf der Zirkus weiterhin von Cernik privat geführt werden, doch ist er den Schikanen der Machthaber schutzlos ausgeliefert. Heruntergekommen steht Cernik irgendwann am Rande des Ruins. Nun wird Cernik gezwungen, den Zirkus an den Staat zu übergeben, aber doch ihn weiter zu führen. Der Zirkus zieht weiter auf Tour durch das Land. Seiner Freiheit beraubt, muss er zusehen, wie auch seine Tochter Tereza sich von ihm entfernt. Sie liebt den Löwenbändiger Joe Vosdek. Cerniks junge Frau Zama hält ihren Mann für einen Feigling, der sich der Macht des Staates widerstandslos beugt. Doch Karel Cernik hat einen Plan, der jedoch durch Spione innerhalb des Unternehmens gefährdet ist. Zunächst vermutet er, dass Joe Vosdek der Spion ist. Dann stellt sich heraus, dass Krofta der Informant für den Staatspolizisten Fesker ist. Als der Zirkus auf seiner Tournee in die Nähe der deutschen Grenze kommt, will Cernik seinen Plan in die Tat umsetzen. Aus einer Zirkusparade heraus führt er den gesamten Zirkus über eine Grenzbrücke in die Freiheit. Cernik wird bei der Flucht jedoch von Krofta erschossen, der wiederum von einem Zirkuszwerg ebenso erschossen wird. Der Zirkus gelangt jedoch unter der Führung von Joe Vosdek in die Freiheit und Cerniks Frau Zama muss erkennen, dass ihr Mann ein Held war.

## Hintergrund
Der Film wurde 1952 bei München, in Alt Fall (heutiger Sylvensteinsee) und im Lenggrieser Land gedreht. Die Produktionsfirma 20th Century Fox mietete dafür den Zirkus Brumbach an. In kleinen Rollen sind Peter Beauvais, Gert Fröbe, Rolf von Nauckhoff, Reinhard Lentz, Dorothea Wieck und Edelweiß Malchin zu sehen; im Abspann wurden sie allerdings nicht erwähnt. Der Film erlebte seine Uraufführung im April 1953 in Los Angeles und kam im Mai 1953 in die US-amerikanischen Kinos. Gloria Grahame sprang für Hildegard Knef ein, die ursprünglich für die weibliche Hauptrolle vorgesehen war.

## Kritiken
„Von Elia Kazan nach einem authentischen Fall inszenierter Unterhaltungsfilm aus der Zeit des kalten Krieges.“

## Auszeichnungen
Der Film nahm am Wettbewerb der Internationalen Filmfestspiele Berlin 1953 teil und wurde vom Senat der Stadt Berlin mit einem Sonderpreis ausgezeichnet.